# Svenska Serien 1913-1914
La Svenska Serien 1913-1914 fu la quarta edizione del massimo campionato svedese di calcio.
Il campionato era formato da sei squadre e l'IFK Göteborg vinse il titolo.

## Classifica finale
| Pos | Club           | G  | V | N | P | GF | GS | Punti |
| --- | -------------- | -- | - | - | - | -- | -- | ----- |
| 1   | IFK Göteborg   | 10 | 8 | 1 | 1 | 37 | 11 | 17    |
| 2   | Örgryte IS     | 10 | 7 | 1 | 2 | 23 | 9  | 15    |
| 3   | Djurgårdens IF | 10 | 3 | 4 | 3 | 16 | 17 | 10    |
| 4   | AIK            | 10 | 4 | 1 | 5 | 17 | 27 | 9     |
| 5   | IFK Norrköping | 10 | 2 | 1 | 7 | 19 | 34 | 5     |
| 6   | IFK Uppsala    | 10 | 1 | 2 | 7 | 14 | 28 | 4     |

G = Partite giocate; V = Vittorie; N = Nulle/Pareggi; P = Perse; GF = Goal fatti; GS = Goal subiti; DR = differenza reti